# Carl-Friedrich Koschnick
Carl-Friedrich Koschnick (* 14. November 1949 in Berlin) ist ein deutscher Kameramann und Regisseur.

## Leben
Carl-Friedrich Koschnick machte seine Ausbildung an der Fachschule für Foto, Optik und Film [FOF], Berlin und arbeitete einige Zeit als Filmlaborant, bevor er Kameraassistent wurde. Mit dem Fernsehfilm Die Klassefrau und den beiden Dokumentationen Der Bauer von Babylon – Rainer Werner Fassbinder dreht Querelle und Gedächtnis: Ein Film für Curt Bois und Bernhard Minetti debütierte er 1982 als Kameramann. 1997 und 1999 wurde er für seine Arbeiten in Stille Nacht – Ein Fest der Liebe und Meschugge mit einem Bayerischen Filmpreis ausgezeichnet. Für seine Kameraarbeit in Jenseits (2001) wurde er im selben Jahr mit einem Deutschen Kamerapreis und dem Deutschen Fernsehpreis ausgezeichnet. Im Jahr 2011 wurde er für seine Kameraarbeit an Jud Süß – Film ohne Gewissen mit dem österreichischen Romy ausgezeichnet.
Koschnick ist Mitglied im Berufsverband Kinematografie (BVK).

## Filmografie
- 1982: Gedächtnis: Ein Film für Curt Bois und Bernhard Minetti
- 1982: Der Bauer von Babylon – Rainer Werner Fassbinder dreht Querelle
- 1982: Die Klassefrau (TV)
- 1983: Die zweite Frau (TV)
- 1984: Josef Süß Oppenheimer (TV)
- 1983–1984: Drei Damen vom Grill (Fernsehserie, 26 Folgen)
- 1983–1987: Löwenzahn (Fernsehserie, 2 Folgen)
- 1985: Ein Heim für Tiere (Fernsehserie, 4 Folgen)
- 1985: Die Sache ist gelaufen
- 1985: Küken für Kairo
- 1985: Voll auf der Rolle (TV)
- 1986: Du mich auch
- 1986: Am Morgen meines Todes (TV)
- 1986: Der Unfried (TV)
- 1987: Der Prins muss her (TV)
- 1989: RobbyKallePaul
- 1989: Der Mann im Salz (TV)
- 1989–1992: Löwengrube (Fernsehserie, 30 Folgen)
- 1991: I Was on Mars
- 1992: Tod der Engel (TV)
- 1992: Runaway
- 1993: Neues Deutschland (TV)
- 1993: Klippen des Todes (TV)
- 1994: Der König von Dulsberg
- 1994: Tödliche Wahrheit (TV)
- 1995: Ex (TV)
- 1995: Wilder Westerwald (TV)
- 1995: Stille Nacht – Ein Fest der Liebe
- 1995–1996: Peter Strohm (Fernsehserie, 7 Folgen)
- 1996: Der Ausbruch (TV)
- 1997: Faust (Fernsehserie, 2 Folgen)
- 1997: Einsatz Hamburg Süd (Fernsehserie, 5 Folgen)
- 1997: Mali (TV)
- 1998: Meschugge
- 1999: Nur ein toter Mann ist ein guter Mann (TV)
- 1999: Die Sünde der Engel (TV)
- 1999: Das Geheimnis
- 1999–2000: Die Cleveren (Fernsehserie, 2 Folgen)
- 2000: Das Teufelsweib (TV)
- 2001: Jenseits (TV)
- 2001: Heirate mir!
- 2001: Endstation Tanke
- 2001: Suck My Dick
- 2001: Herz
- 2002: Dienstreise – Was für eine Nacht (TV)
- 2002: Fahr zur Hölle, Schwester! (TV)
- 2003: September
- 2003: Adam & Eva
- 2003: Ich liebe das Leben (TV)
- 2004: Agnes und seine Brüder
- 2004: Basta – Rotwein oder Totsein
- 2004: Der Job seines Lebens 2 – Wieder im Amt
- 2004: Alles auf Zucker!
- 2005: Ein ganz gewöhnlicher Jude
- 2006: Silberhochzeit
- 2006: Elementarteilchen
- 2006: Blond: Eva Blond! (Fernsehserie, 1 Folge)
- 2007: Mein Führer – Die wirklich wahrste Wahrheit über Adolf Hitler
- 2007: GG 19 – Deutschland in 19 Artikeln (1 Episode)
- 2007: Liebe nach Rezept
- 2007: Zeit zu leben (TV)
- 2008: Alles was recht ist (Fernsehserie, 1 Folge)
- 2008: Alles für meinen Vater (Sof Shavua B’Tel Aviv)
- 2008: Todsünde (TV)
- 2008: Der Architekt
- 2009: Ich steig’ Dir aufs Dach, Liebling (TV)
- 2009: Deutschland 09 – 13 kurze Filme zur Lage der Nation (1 Episode)
- 2009: Emilie Richards (TV)
- 2009: Hinter blinden Fenstern (TV)
- 2010: Jud Süß – Film ohne Gewissen
- 2010: Das Leben ist zu lang
- 2010: Das Duo: Mordbier (TV)
- 2011: Liebesjahre (TV)
- 2010–2013: Tatort (Fernsehreihe)
  - 2010: Die Unmöglichkeit, sich den Tod vorzustellen
  - 2011: Das Dorf
  - 2013: Schwindelfrei
  - 2013: Schmutziger Donnerstag
  - 2019: Väterchen Frost
- 2013: Quellen des Lebens
- 2013: Das Jerusalem-Syndrom
- 2014: Irre sind männlich
- 2015: Tod den Hippies!! Es lebe der Punk
- 2015: Der Liebling des Himmels (TV)
- 2015: Herbe Mischung (TV)
- 2015: Nacht der Angst (TV)
- 2016: Die Welt der Wunderlichs
- 2017: Nord bei Nordwest – Estonia (TV)
- 2018: HERRliche Zeiten
- 2019: Stralsund: Schattenlinien (TV)
- 2020: Nord bei Nordwest – Dinge des Lebens (TV)
- 2020: Enfant Terrible
- 2022: Der Scheich (Fernsehserie, 8 Folgen)